# EA Sports NASCAR Racing
EA Sports NASCAR Racing é um jogo eletrônico de arcades desenvolvido pela EA Tiburon e distribuído pela Global VR em 3 de agosto de 2007.
O jogo foi lançados em três configurações diferentes de gabinetes, com monitores LCD de 32, 42 e 57 polegadas, o jogo aproveita várias músicas do jogo NASCAR 2005: Chase for the Cup, possui circuitos como Bristol Motor Speedway, Daytona International Speedway, Talladega Superspeedway, Charlotte Motor Speedway e Phoenix International Raceway.
Inicialmente disponível para até quatro ganites, a atualização 1.1 permitiu disputas para até dez gabinetes, em 2009 foi disponibilizada a atualização 1.5 que adicionou mais dois circuitos (Atlanta Motor Speedway e Watkins Glen International, modelos de carros atualizados (Car of Tomorrow) e trocou as músicas por outras genéricas.